# Smokelyzer
Smokelyzer - to urządzenie medyczne do analizy zawartości tlenku węgla w powietrzu wydychanym.
Urządzenie stosowane jest do pomiarów stężenia tlenku węgla u palaczy tytoniu. Pozwala ono określić jego stężenie (zwykle wyrażane w p.p.m.) w powietrzu wydychanym. Zaprzestanie palenia powoduje spadek tego stężenia, co wykorzystywane jest do monitorowania (kontroli utrzymywania rezygnacji z palenia) i jednocześnie wykorzystuje się smokelyzer, jako urządzenie motywujące do utrzymania abstynencji*, gdyż umożliwia ono unaocznienie korzyści z zaprzestania palenia, poprzez wykazanie stopniowego spadku stężenia tlenku węgla w powietrzu wydychanym.